# Cuốc ngực xám
Cuốc ngực xám (tên khoa học: Amaurornis bicolor) là loài chim thuộc họ Gà nước. Loài này phân bố ở Bhutan, Ấn Độ, Lào, Myanma, Nepal, Thái Lan và Việt Nam. Môi trường sống tự nhiên của chúng là các khu rừng núi đá ẩm nhiệt đới và cận nhiệt đới.